# التعليم في الأردن
التعليم في الأردن يعد واحداً من أجود أنظمة التعليم في بلدان العالم. يلعب التعليم دوراً محورياً في حياة وثقافة المجتمع الأردني. وساهم نظام التعليم الكفء بشكل كبير في جعل الأردن دولة متقدمة. بلغ الإنفاق على التعليم في الأردن نحو 12.2% من موازنة الحكومة لسنة 2020.
لدى الأردن أكبر عدد من الباحثين في مجال البحوث والتطوير لكل مليون شخص بين كل البلدان السبعة والخمسين الأعضاء في منظمة التعاون الإسلامي (OIC) وهو من أعلى المعدلات في العالم حيث يوجد في الأردن 8060 باحث لكل مليون شخص، بينما المتوسط العالمي يبلغ 2532، والمتوسط في الاتحاد الأوروبي يبلغ 6494، في حين أن المتوسط في البلدان الأعضاء في منظمة التعاون الإسلامي يبلغ 649 باحث لكل مليون شخص. بلغ معدل الإلمام بالقراءة والكتابة في الأردن 98.01% بحلول عام 2015، وهو من أعلى المعدلات على مستوى منطقة الشرق الأوسط وشمال أفريقيا والعالم. ويحتل الأردن المركز الأول عربياً والعاشر عالمياً في نسبة الإلمام بالقراءة والكتابة لدى النساء الكبيرات في السن (65 عاماً فما فوق). وبشكل عام بلغت نسبة الإلمام بالقراءة والكتابة لدى الأردنيات البالغات (15 عاماً فما فوق) 97.4 % عام 2012 وبذلك احتل الأردن المركز 39 من بين 158 دولة.
في عام 2003، بلغ نصيب الميزانية المخصصة للتعليم 6.4 في المائة من إجمالي الإنفاق الحكومي، وبلغ الإنفاق على التعليم 13.5 في المائة من الناتج المحلي الإجمالي في نفس العام. وصلت نسبة الالتحاق الإجمالية بالتعليم الأساسي إلى 100 % بحلول عام 2007، وفي عام 2013 بلغت نسبة الانتقال إلى التعليم الثانوي 98.8 %. وبلغت نسبة الانتقال إلى التعليم العالي 85 % من خريجي المدارس الثانوية. وإلى جانب نسب الالتحاق والانتقال المرتفعة هذه، حقق الأردن تكافؤا كاملاً في الفرص في جميع المستويات التعليمية. وعلى المؤشرات الفرعية للالتحاق في التعليم الثانوي والتعليم العالي، يحتل الأردن المرتبة الأولى عالمياً من بين 142 دولة.
يحتل الأردن المركز 80 من بين 188 بلدا على مؤشر التنمية البشرية. وبالرغم من قلة الموارد، وضعت وزارة التعليم مناهج وطنية متقدمة للغاية، واتخذ الكثير من الدول الأخرى في المنطقة الأردن نموذجا في تطوير نظمهم التعليمية. وتلزم وزارة التعليم الأردنية الطلبة حاليا بالإلمام بالكمبيوتر والقدرة على الاستفادة من دراستهم للكمبيوتر في دراساتهم العادية، وعلى الأخص في المناهج العلمية والرياضية. يطبق النظام التعليمي الأردني المعايير الدولية، ويُقبل الحاصلون على شهادة التعليم الثانوي الأردني في الجامعات العالمية.

## جهود إصلاح التعليم

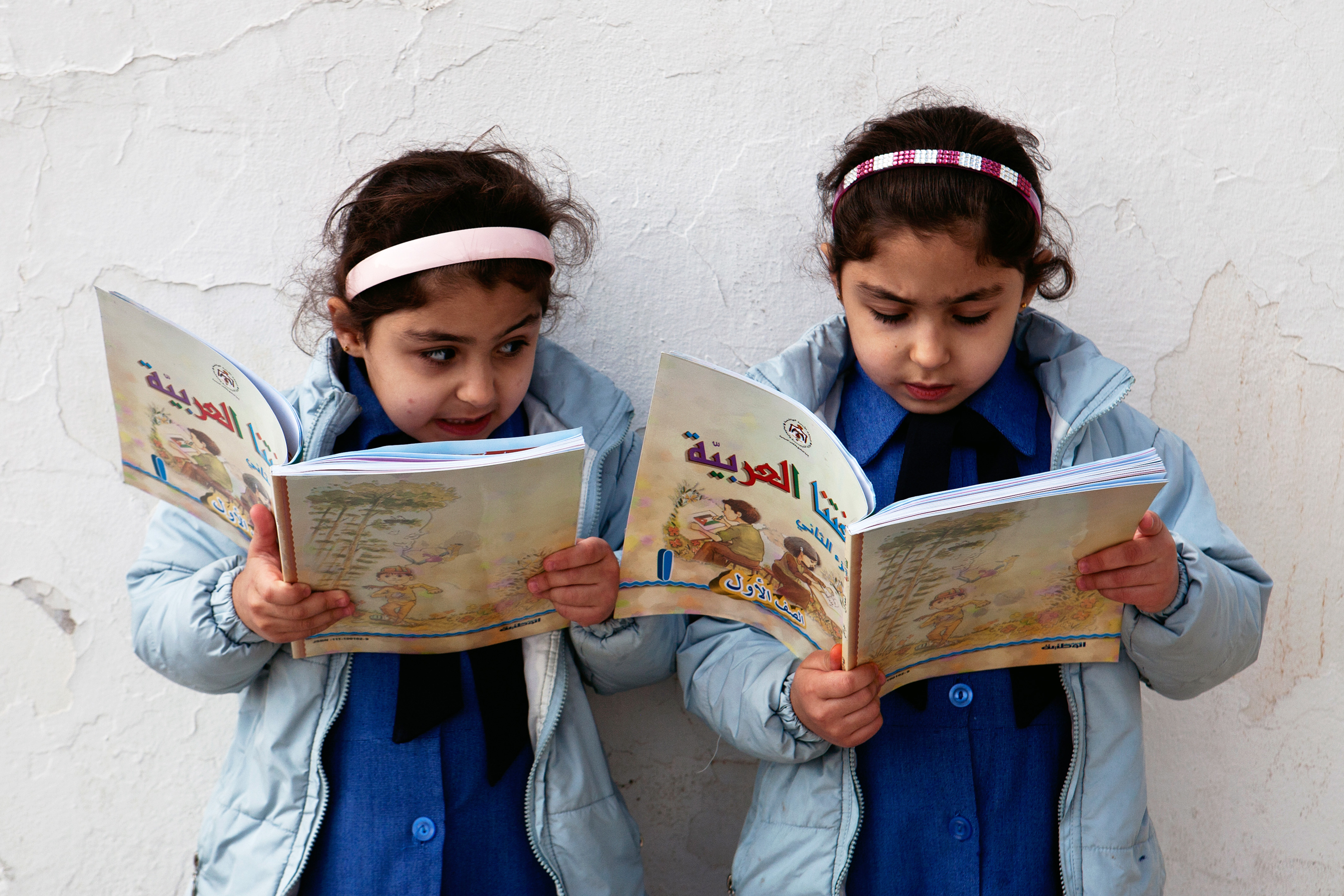
طالبات في التعليم الأساسي

بدأت الإصلاحات الأخيرة في قطاع التعليم في أوائل التسعينات. وتسارعت وتيرة هذه الإصلاحات مع تولي العاهل الأردني الملك عبد الله الثاني الحكم في بداية عام 2001 برؤية لتحويل الأردن إلى مركز تكنولوجي إقليمي ولاعب نشط في الاقتصاد العالمي. وحددت الرؤية والرسالة الوطنية للتعليم التي وضعت وتم اعتمادها في أواخر 2002، الاتجاه المطلوب للتعليم العام في البلاد. كانت الوثيقتان الاستشاريتان الرئيسيتان اللتان ساعدتا في تشكيل الرؤية الوطنية وأيضا في تحديد اتجاهات مبادرات إصلاح التعليم هما رؤية الأردن 2020 ومنتدى الرؤية 2002 لمستقبل التعليم. تمتد هاتان الوثيقتان من رياض الأطفال إلى التعليم المستمر مدى الحياة، وقد أقر المجلس الاقتصادي الاستشاري الإستراتيجية الشاملة التي اقترحها المنتدى في أكتوبر/تشرين الأول 2002. وأُدرجت إستراتيجية التنمية الوطنية ونتائج منتدى الرؤية في خطط معينة للتنمية وهما خطة التحول الاقتصادي والاجتماعي وخطة التعليم العام 2003-2008.
وفي يوليو/تموز 2003، أطلقت الحكومة الأردنية برنامجا طموحا في منطقة الشرق الأوسط وشمال أفريقيا كلها، وهو برنامج إصلاح التعليم من أجل الاقتصاد القائم على المعرفة وهو برنامج متعدد المانحين مدته عشر سنوات، وقدم البنك الدولي لهذا البرنامج 120 مليون دولار أمريكي. وسعى البرنامج إلى إعادة توجيه السياسات والبرامج التعليمية بما يتماشى مع حاجات اقتصاد قائم على المعرفة، وتحسين بيئة التعليم المادية في معظم المدارس، وتشجيع التعليم في سنوات الطفولة المبكرة. وامتدت المرحلة الأولى للبرنامج من 2003 إلى 2009 واختتمت في يونيو/حزيران 2009.
أما المرحلة الثانية من برنامج إصلاح التعليم من أجل الاقتصاد القائم على المعرفة الذي ينسجم مع إستراتيجية المساعدة القطرية التي وضعها البنك الدولي للإنشاء والتعمير ومؤسسة التمويل الدولية للمملكة الأردنية الهاشمية، فستمتد من 2009 إلى 2015. ويهدف هذا البرنامج إلى تعزيز الإصلاحات التي طبقت في إطار المرحلة الأولى وإضفاء الطابع المؤسسي عليها، مع تركيز خاص على التنفيذ على مستوى المدارس وكفاءة المعلمين. وستعزز هذه المرحلة من البرنامج القدرات المؤسسية لوزارة التعليم على مستوى السياسات والتخطيط الإستراتيجي، والرصد والتقييم، وتحسين معدلات توظيف المعلمين والاستفادة منهم، وسياسات التطوير المهني وتطبيقها. وسيساعد البرنامج أيضا في تطوير المناهج ووسائل تقييم الطلبة لضمان مواءمتها للاقتصاد القائم على المعرفة.
وحصلت مبادرة التعليم في الأردن في الآونة الأخيرة على جائزة اليونسكو لاستخدام تكنولوجيا المعلومات والاتصالات في التعليم. ويستند هذا المشروع التعليمي الرائد في مدارس الأردن على الاستفادة من قوة المعلومات والتكنولوجيا من خلال طرق تدريس مجربة لتغيير بيئة التعلم في المدارس 

## التعليم المدرسي
يتكون هيكل النظام التعليمي في الأردن من تعليم ما قبل المدرسة ومدته عامان، وعشر سنوات من التعليم الأساسي الإلزامي، وعامين من التعليم الثانوي الأكاديمي أو المهني، بعدهما يتقدم الطلبة للحصول على شهادة عامة في امتحان شهادة الدراسة الثانوية – (التوجيهي).

### التعليم الأساسي
التعليم الأساسي هو مرحلة إلزامية من التعليم مدتها عشر سنوات. والكتب الدراسية هي كتب قياسية موحدة توزعها وزارة التعليم. والتعليم في الأردن مجاني في المرحلتين الأساسية والثانوية، وأصبح إلزاميا للجميع حتى سن السادسة عشرة.
وأكثر من نصف سكان الأردن دون سن الثلاثين. ونحو 42.2 في المائة من السكان دون سن الرابعة عشرة أو أقل، بينما يتراوح عمر 31.4 في المائة بين 15 و29 عاما، ونحو ثلث الأردنيين ملتحقون بمؤسسات تعليمية. وفي عام 2007/2008، بلغ المعدل الإجمالي للالتحاق بالتعليم الأساسي 100 في المائة، وهو ما يزيد عن المتوسط الإقليمي البالغ 93 في المائة. ويتمتع الأردن بمستوى كامل من تكافؤ الفرص بين الجنسين في الحصول على الخدمات الأساسية، وبلغت نسبة التكافؤ بين الجنسين للمعدل الإجمالي للالتحاق بالمستويات التعليمية المختلفة 100 %. والأردن أيضا من البلدان العربية القليلة التي تشهد تفاوتا محدودا للغاية في نسبة الحضور في المدارس الأساسية بين المناطق الحضرية والريفية. ويرجع هذا في الأساس إلى أن التمويل العام للتعليم الأساسي يأخذ في اعتباره الفقراء أكثر من أي مرحلة تعليمية أخرى.
والمدارس في الأردن إما عامة أو خاصة. ويخدم قطاع التعليم الخاص أكثر من 31.14 في المائة  من الطلبة في العاصمة عمان. ولا يزال هذا القطاع يتحمل ضرائب باهظة تصل إلى 25 في المائة++، مع أنه يتحمل عبئا كبيرا عن كاهل حكومة المملكة، الأمر الذي يجعل الرسوم الدراسية مرتفعة نسبيا، إذ تبدأ من 1000 دولار وتصل إلى 7000 دولار، وتعتبر قيمة رسوم التعليم الخاص مرتفعة للغاية عند مقارنتها بدخل الأسر في المتوسط.

### التعليم الثانوي

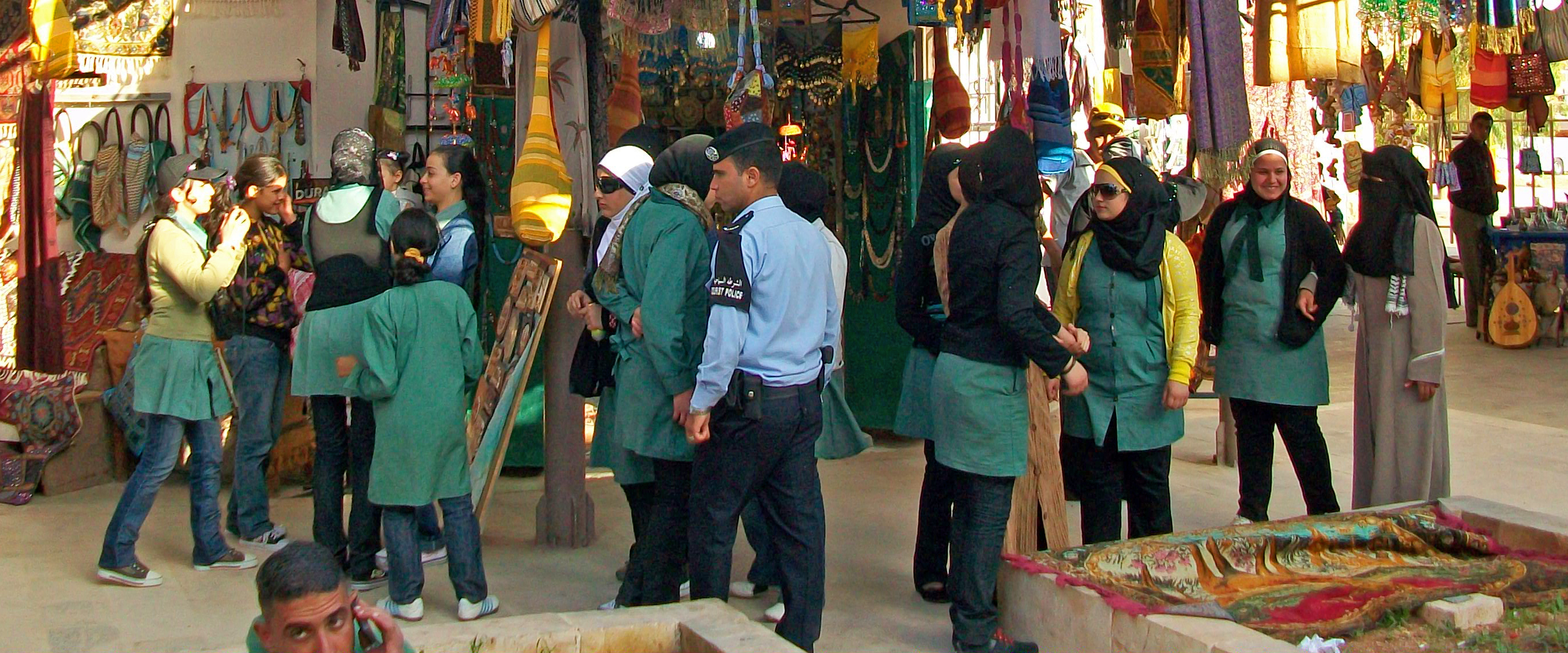
طالبات ثانوية عامة في رحلة إلى جرش

تتكون مرحلة التعليم الثانوي من عامين دراسيين وتتراوح أعمار الطلبة (نظاميًا) ما بين 16 و18 عامًا، وهم الذين استكملوا المرحلة الأساسية (عشرة سنوات نظامية)، وفي نهاية فترة العامين، يتقدم الطلبة لامتحانات الثانوية العامة (التوجيهي) في المقررات الدراسية، ومن يستوفي متطلبات النجاح يحصل على شهادة الثانوية العامة.
تتفرع المرحلة الثانوية في الأردن إلى مسارين اثنين:
1. التعليم الثانوي الأكاديمي، يحصل منه الطالب على شهادة تؤهله للدراسة في كافة الجامعات الأردنية بحسب معدله.
2. التعليم الثانوي المهني، يحصل منه الطالب على شهادتين: شهادة مزاولة مهنة في سوق العمل، وشهادة تؤهله للالتحاق بكلية مجتمع في عدّة تخصصات مختلفة، هناك استثناء للفرع الصناعي في دراسة بعض التخصصات الجامعية.

بحلول عام 2013، بلغت نسبة الإنتقال من التعليم الأساسي إلى التعليم الثانوي 98.8%. وتراجع الالتحاق بالتعليم الثانوي المهني كحصة من معدل الالتحاق الكلي بالتعليم الثانوي من 18 في المائة في 2000 إلى 12 في المائة في 2005.
شهد الطلاب الأردنيون تحسنا في التقييمات الدولية في مادتي الرياضيات والعلوم، كما أن الترتيب الدولي والإقليمي للأردن تقدم بخطى ثابتة خلال الفترة الزمنية الممتدة من عام 2003 حتى عام 2007، في إنجاز لم يستطع أغلب المشاركين الآخرين من جميع أنحاء العالم مضاهاته. تسعى الأردن إلى توفير بيئة تعليمية متطورة مشجعة على التعليم خلال إقامة منشآت مدرسية متميزة من الناحية البيئيـة. والعمـل على استخدام تكنولوجيـا الكمبيوتر والمعلومات داخل الفصول على تعزيز التجربة التعليمية للطلاب، حيث صار ما لا يقل عن 70% مـن طـلاب المرحلتين الأساسية والثانوية من التعليم الآن يستخدمون بوابات التعليم على الإنترنت؛ وتتصل 84% من المـدارس من خلال شركة الأردن تيليكوم ومن خلال الشبكة الوطنية عريضة النطاق.
حيث أن التعليم الجامعي ليس مجانياً، ترتبط معدلات الانتقال للتعليم العالي ارتباطا كبيراً بدخل الأسرة، ويزيد عدد الطلبة في المرحلة الجامعية الذين ينتمون إلى الأسر المتوسطة والغنية ثلاثة أضعاف الطلبة من الأسر الأقل دخلاً.

## التعليم العالي

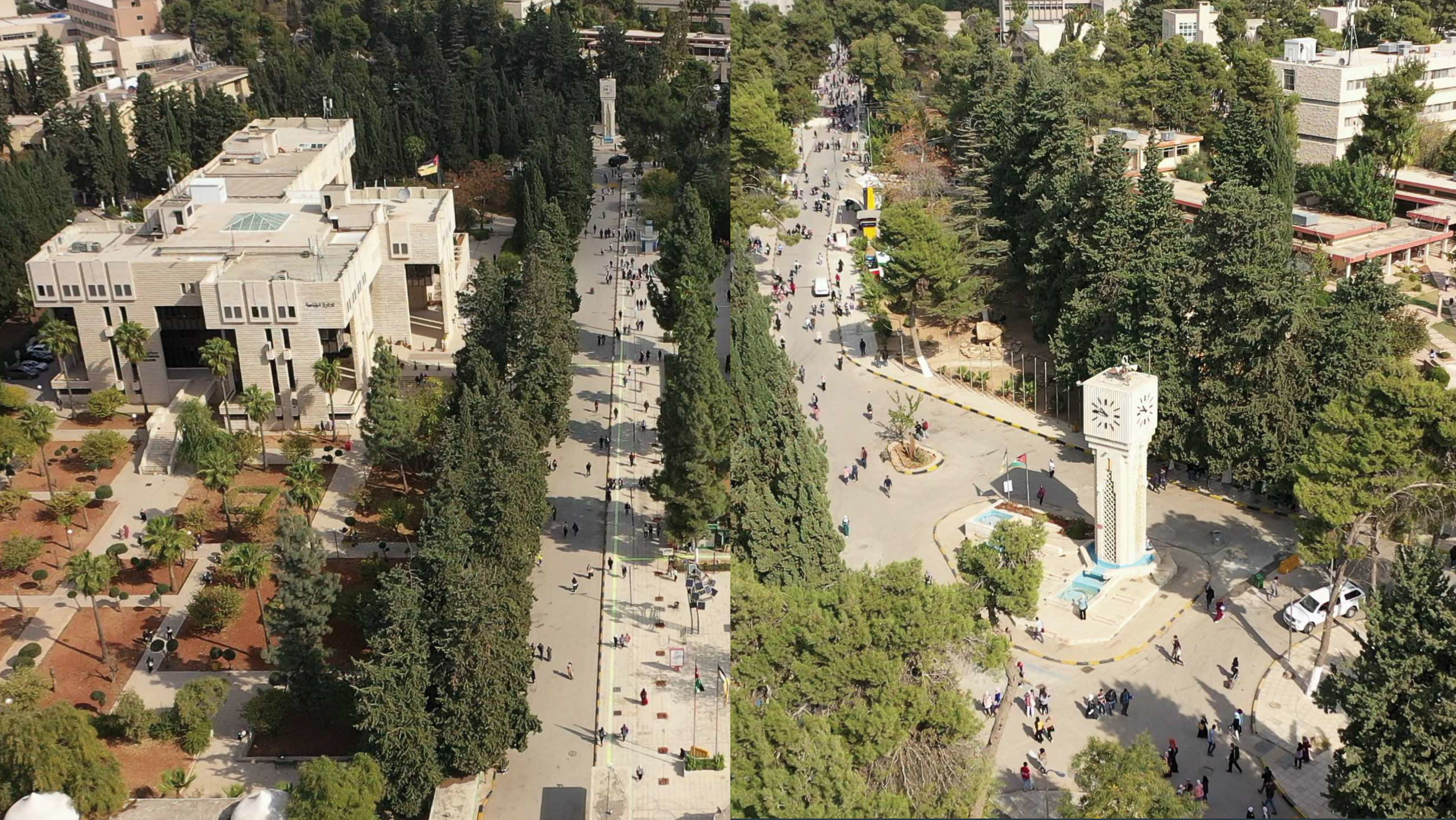
جامعة الأردن: برج الساعة كرمز لحياة الطلاب ودور التعليم العالي في تطوير المجتمع الأردني

يلتحق ما يزيد قليلا عن 2.5 في المائة من إجمالي سكان الأردن بالجامعات وهي نسبة مماثلة للمملكة المتحدة. ويتاح الالتحاق بالتعليم العالي للحاصلين على شهادة الثانوية العامة الذين يمكنهم عندئذ الاختيار بين كليات المجتمع المتوسطة الخاصة أو العامة أو الجامعات (سواء عامة أو خاصة). وتطبق الجامعات نظام الساعات الذي يتيح للطلبة اختيار المقررات وفقا لخطة دراسية.
شهد نظام التعليم العالي في البلد تطورا كبيرا. وفي السنوات بين 2000/2001 و2006/2007، شهد الأردن طلبا متزايدا على التعليم العالي، إذ زادت معدلات الالتحاق بنسبة سنوية تبلغ 14 في المائة من 77841 إلى 218900 طالب. ويبلغ المعدل الإجمالي للالتحاق بالتعليم العالي نحو 40 في المائة وهو ما يتجاوز المتوسط الإقليمي. وقد أنشئت ثلاث جامعات عامة جديدة في الآونة الأخيرة ليصل إجمالي عدد الجامعات العامة في الأردن إلى عشر جامعات.
وشهدت الجامعات الخاصة زيادة سريعة في معدلات الالتحاق أيضا. وفي الفترة من 2000 إلى 2006، شهد معدل الالتحاق في 12 جامعة خاصة نموا نسبته نحو 18 في المائة سنويا من 36642 إلى 55744. ومع ذلك، تراجعت نسب الالتحاق بكليات المجتمع المتوسطة من 30 ألفا إلى 26215. ويعكس هذا التراجع انحيازا للتعليم الجامعي المكون من أربع سنوات، وأيضا حقيقة أن نوعية ومستوى التدريب المقدم في هذه الكليات لا يتلاءم مع ما تتطلبه سوق العمل في اقتصاد قائم على المعرفة. ومع تزايد عدد الطلبة المتقدمين للالتحاق بالتعليم العالي، يجب على الحكومة تخصيص قدر أكبر من الموارد لتطوير نظام التعليم العالي الحالي، وكذلك تحسين فرص وصول العدد المتنامي من السكان إلى الجامعات ذات السمعة الطيبة. ويتعين أيضا على الجامعات الخاصة تغيير بعض سياسات الالتحاق بها. إذ تحد القيود المفروضة على أعداد الملتحقين من قدرة الجامعات الخاصة على استيعاب العدد المتزايد من طلبة التعليم العالي. ومن المتوقع أن يصل عدد الطلبة الجامعيين إلى 92 ألفا سنويا بحلول 2013 من 50469 طالبا في 2005.

### التعليم الإلكتروني
اطلقت وزراة التربية والتعليم منصة تعليمية إلكترونية تحمل اسم «درسك» وذلك بغرض دعم العملية التعليمية في الأردن وضمان استمرارها في ظل جائحة كورونا والتي اضطرت الحكومة لتعليق الدوام في المدارس بهدف التخفيف من مخاطر المخالطة بين الطلاب في الغرف الصفية ومرافق المدرسة. وهي منصة تعليم أردنية مجانية لغايات التعلّم عن بُعد توفر لطلبة المدارس من الصف الأول وحتى الصف الثاني الثانوي دروسًا تعليمية عن طريق مقاطع فيديو مصوَّرة مُنظّمة ومُجدولة وفقًا لمنهاج التعليم الأردنيّ، يُقدّمها نخبة متميزة من المعلمين والمعلمات لتسهّل على الطلبة مواصلة تعلّمهم، ومتابعة موادهم الدراسية.

### دراسات المرحلة الجامعية
•المرحلة الأولى: مرحلة ما قبل التخرج. يتبع فيها معظم جامعات الأردن أنظمة التعليم الإنجليزية الأمريكية، ويرتبط بالكثير من الجامعات الأمريكية والإنجليزية. وعادة ما تستغرق دراسة درجة البكالوريوس أربع سنوات. بينما تستغرق دراسة طب الأسنان والصيدلة والهندسة خمس سنوات. أما الطب فتستمر الدراسة فيه ست سنوات تعقبها فترة تدريب لمدة عام. وتتطلب درجة البكالوريوس دراسة تستمر ما يتراوح بين 126 و164 ساعة حسب التخصص الدراسي.
•المرحلة الثانية: مرحلة ما بعد التخرج. تمنح درجة الماجستير بعد دراسة إضافية لمدة عام أو اثنين بعد الحصول على البكالوريوس. ويمكن الحصول عليها إما عن طريق حضور دورة دراسية وتقديم أطروحة (24 ساعة من الفصول الدراسية وتسع ساعات من قاعات البحث)، أو حضور دورة دراسية (33 ساعة) وامتحان شامل. وهناك شهادات أخرى تعادل درجة الماجستير في بعض الجامعات الأردنية مثل شهادة الماجستير في الجامعة الألمانية الأردنية، وشهادة الدراسات المتعمقة في جامعات تتبع النظام الفرنسي، ودرجة الماجستير في إدارة الأعمال للطلبة من أصحاب الخبرة العملية.
•المرحلة الثالثة: الدكتوراه. تمنح درجة الدكتوراه بعد دراسة إضافية تستغرق ما بين ثلاث وخمس سنوات وتقديم رسالة (أطروحة) أصلية غير مسبوقة. وهي تتطلب، حسب التخصص، 24 ساعة حضورا في فصول دراسية و24 ساعة من العمل البحثي.
•تدريب المدرسين: تدريب المدرسين في مراحل ما قبل الابتدائية والابتدائية/الأساسية. يجب أن يكون المدرسون في مرحلة التعليم الأساسي من حملة درجة البكالوريوس. تدريب معلمي المدارس الثانوية: يجب أن يكون معلمو المدارس الثانوية من حملة درجة البكالوريوس ودبلوم عال في التربية لمدة عام بعد التخرج. تدريب معلمي التعليم العالي: يجب أن يكونوا حاصلين على درجة الدكتوراه. وفي بعض الأحيان تكون درجة الماجستير كافية.
•الدراسات غير التقليدية: التعليم العالي عن بعد. يقدم هذا النوع من التعليم من خلال فرع تأسس حديثا في الجامعة العربية المفتوحة.

### دراسات المرحلة غير الجامعية
تقدم كليات المجتمع المتوسطة الدراسات غير الجامعية والمهنية، والتي يمكن أن يلتحق بها الحاصلون على كافة أنواع شهادات التعليم الثانوي العام. يضم البرنامج الذي يستمر عامين إلى ثلاثة الكثير من التخصصات مثل الآداب والعلوم والإدارة وإدارة الأعمال والهندسة. وابتداء من عام 1997، تخضع كل كليات المجتمع العامة لإشراف جامعة البلقاء التطبيقية. وفي نهاية دورة دراسية تستغرق عامين إلى ثلاثة يتقدم الطلبة للامتحان الشامل. ويحصل من يجتاز الامتحان على درجة زمالة/ دبلوم.

## بنية التعليم في الأردن
تبدأ مرحلةُ التعليم الأساسي بالصف التمهيدي بعمر (5) سنوات، وتنتهي بالصف العاشر الأساسي بعمر (15) سنة، أما مرحلة التعليم الثانوي سنتان وتضم عدة ممارسات:
التعليم التطبيقيمؤسسة التدريب المهني الالتحاق بسوق العمل الأردني والعربي والعالمي دون التوجه إلى امتحان الثانوية العامة ولا إلى الجامعات.
التعليم المهنيالفندقي والاقتصاد المنزلي والصناعي والزراعي وبعد ذلك امتحان الثانوية العامة وبعدها الالتحاق بالجامعات وكليات المجتمع المهنية وكليات المجتمع وبعدها إلى سوق العمل الأردني والعربي والعالمي.
التعليم الأكاديمي
العلمي والأدبي، بعد ذلك امتحان الثانوية العامة وبعدها إلى الجامعات أوالكليات وبعدها إلى سوق العمل. وهناك عدد من التخصصات الأكاديمية المُلغاة هي: الشرعي، الإدارة المعلوماتية (التجاري سابقًا) والصحي (التمريض).

## التحديات
بالرغم من التطور الذي يتمتع به نظام التعليم الأردني، فإنه لا يزال في حاجة لحل بعض المشكلات القائمة في هذا القطاع. ومع النمو الكبير في أعداد السكان من الشباب، تسعى الحكومة الأردنية إلى ضمان جودة التعليم ومستوى المهارات المقدمة الأمر الذي يمكن أن يساعد الجيل الجديد في المنافسة بفاعلية على المستويين الوطني والدولي. وتوجد في الوقت الراهن عدة مشكلات أهمها يتمثل في زيادة عدد السكان بسبب تدفق اللاجئين، الأمر الذي يضع ضغوطاً على المدارس والجامعات. وتشير دراسة سابقة عن نسبة الانتفاع بالمدارس إلى أنه من المتوقع ارتفاع عدد الطلبة التابعين لوزارة التعليم 124634 طالبا بين عامي 2008 و2013. ولمواجهة هذه الزيادة يتعين بناء 3360 فصلا دراسيا إضافيا خلال هذه الفترة. وتكشف نفس الدراسة عن تفاوت في توفير البنية الأساسية للتعليم. ويوجد في المملكة طاقة فائضة وفي الوقت نفسه اكتظاظ على نطاق واسع في المدارس.

## جامعات الأردن

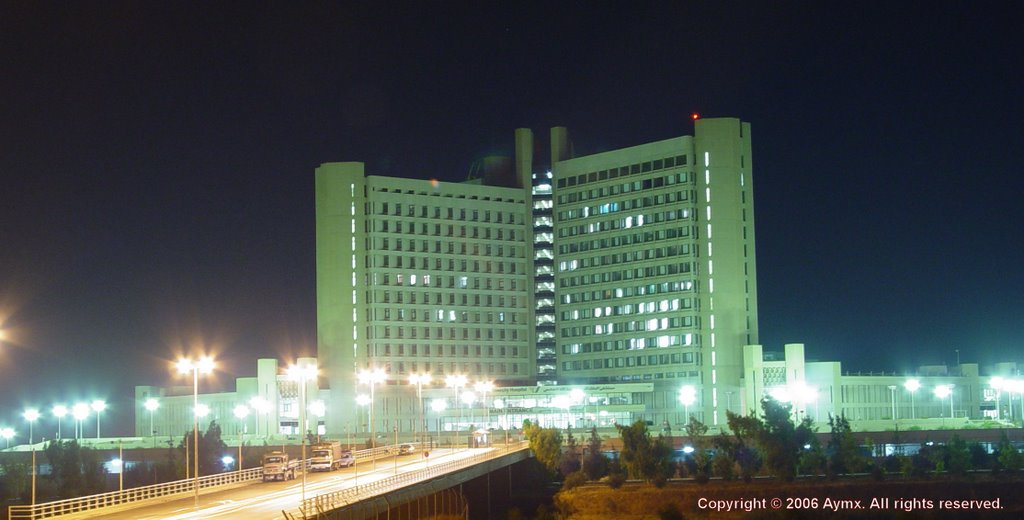
مستشفى الملك المؤسس التعليمي في جامعة العلوم والتكنولوجيا في الرمثا

تمتلك المملكة الأردنية الهاشمية منظومات من الموارد البشرية ذات جودة تنافسية كفؤه وقادرة على تزويد المجتمع بخبرات تعليمية مستمرة مدى الحياة ذات صلة وثيقة بحاجاته الراهنة والمستقبلية وذلك استجابة للتنمية الاقتصادية المستدامة وتحفيزها عن طريق إعداد أفراد متعلمين وقوى عمل ماهرة.
ويشهد الأردن بشكل عام طفرة نوعية في مجال التعليم العالي منذ أوائل التسعينيات، وتحوي العاصمة عمان بشكل خاص بالإضافة إلى كبريات المدن الأردنية مثل إربد والزرقاء، على معظم وأهم الصروح العلمية في المملكة في معظم التخصصات. وقد شهد قطاع التعليم الجامعي الخاص ازدهارا ملحوظا حيث كانت عمّان هي السباقة فيه في منطقة الشرق الأوسط.
يقبل الحائزين على شهادة الثانوية العامة في الجامعات الحكومية أو الخاصة أو الكليات. تطبق معظم الجامعات في الأردن النموذج الأمريكي الجامعي القائم على نظام الساعات المعتمدة (بالإنجليزية: Credit Hours)‏ الذي يمنح الطلبة المرونة لاختيار عدد الساعات واوقات الدوام الصباحي أو المسائي. هنالك عشرة جامعات حكومية معظمها مرتبط بجامعات في الولايات المتحدة والمملكة المتحدة. هنالك أيضا سبعة عشر جامعة خاصة معترف بها على مستوى الدول العربية، وبعض الجامعات الاجنبية كالجامعة الأمريكية والجامعة الألمانية الأردنية. تستقطب الجامعات الأردنية كل عام عدد كبير من الطلبة الاجانب العرب وغير العرب.
المراحل والدرجات الجامعية:
- درجة الشهادة الجامعية المتوسطة (الدبلوم) وهي من كليات المجتمع ومدتها سنتان ما بعد الثانوية.
- الدرجة الجامعية الأولى: درجة البكالوريوس (Bachelor) مدة الدراسة خمسة سنوات للهندسة والصيدلة، ستة للطب واربعة للتخصصات الأخرى.
- الدرجة الجامعية الثانية: درجة الماجستير (Master) مدة الدراسة من سنة إلى سنتان، يوجد أيضا شهادات غير أردنية في بعض الجامعات الخاصة الاجنبية تعادل الماجستير الأردني كشهادة (DEA) شهادة الدراسات المعمقة (Diplôme d'Etudes Approfondies) وهي شهادة الماجستير حسب النظام الفرنسي، وشهادة الماجستير الألمانية (Magisterstudium)، وشهادة (MBA) وهي درجة إدارة الأعمال للطلبة ذوي الخبرة.
- الدرجة الجامعية الثالثة: الدكتوراة (Doctorate) مدة الدراسة من ثلاثة إلى خمسة سنوات، تخصصات محدودة جدا كالشريعة واللغة العربية.

منذ تأسيس أول جامعة في المملكة (أي الجامعة الأردنية) في عام 1962، والأردن يشهد زيادة مطردة في أعداد هذه الجامعات واعداد الطلبة الملتحقين بها، فشهد عقدي السبعينات والثمانينات من القرن الفائت تأسيس معظم الجامعات الحكومية الأخرى، أما في عقد التسعينات فقد شهد تأسيس معظم الجامعات الخاصة في المملكة، حيث كانت جامعة عمان الأهلية وجامعة العلوم التطبيقية أول جامعتين تتبع القطاع الخاص يتم تأسيسها في البلاد عام 1990. بلغ عدد الطلبة عام 2008 في الجامعات الرسمية 220,000 طالب وفي الجامعات الخاصة 90,000 طالب.
يوجد في الأردن حاليا عدد كبير من الجامعات مقارنة بعدد السكان في المملكة، سواء على المستوى الحكومي أو الخاص، حيث تجاوز عددها 27 جامعة في عام 2008 وهي:

### جامعات عمان
- الجامعة الأردنية - حكومية
- جامعة العلوم التطبيقية - خاصة
- الجامعة الألمانية الأردنية - حكومية
- جامعة الإسراء - خاصة
- جامعة الأميرة سمية للتكنولوجيا - خاصة
- جامعة البتراء - خاصة
- جامعة الزيتونة الأردنية - خاصة
- جامعة نيويورك - خاصة
- جامعة العلوم الإسلامية العالمية - حكومية
- جامعة الشرق الأوسط - خاصة

### جامعات الشمال
- جامعات إربد
  - جامعة اليرموك - حكومية
  - جامعة العلوم والتكنولوجيا الأردنية - حكومية
  - جامعة إربد الأهلية - خاصة
  - جامعة جدارا - خاصة
- جامعات المفرق
  - جامعة آل البيت - حكومية
- جامعات جرش
  - جامعة فيلادلفيا - خاصة
  - جامعة جرش الأهلية - خاصة
- جامعات عجلون
  - جامعة عجلون الوطنية [23] - خاصة

### جامعات الوسط
- جامعات الزرقاء
  - الجامعة الهاشمية - حكومية
  - جامعة الزرقاء الأهلية - خاصة
- جامعات البلقاء
  - جامعة البلقاء التطبيقية - حكومية
  - جامعة عمان الأهلية - خاصة
- جامعات مادبا
  - الجامعة الأمريكية في مادبا - خاصة

### جامعات الجنوب
- جامعات الكرك
  - جامعة مؤتة - حكومية
- جامعات معان
  - جامعة الحسين بن طلال - حكومية
- جامعات الطفيلة
  - جامعة الطفيلة التقنية - حكومية
- جامعات العقبة
  - الجامعة الأردنية (العقبة) - حكومية

### جامعات أخرى
- الأكاديمية الأردنية للموسيقى
- جامعة عمان العربية للدراسات العليا الخاصة
- كلية الأردن الجامعية للتعليم الفندقي
- الجامعة العربية المفتوحة
- الأكاديمية الملكية لفنون الطهي

## المستوى التعليمي
التوزيع النسبي للأردنيين فوق 15 سنة حسب المستوى التعليمي 2009:
| المستوى التعليمي               | ذكر   | انثى  | المجموع |
| ------------------------------ | ----- | ----- | ------- |
| امي                            | 3.7   | 10.8  | 7.2     |
| اقل من ثانوي                   | 58.1  | 48.5  | 53.4    |
| ثانوي                          | 17.3  | 18.9  | 18.1    |
| دبلوم متوسط                    | 6.6   | 10.2  | 8.4     |
| بكالوريوس فأعلى                | 14.3  | 11.6  | 13.0    |
| المجموع (%)                    | 100.0 | 100.0 | 100.0   |
| المصدر: دائرة الاحصائات العامة |       |       |         |

نسبة القادرين على القراءة والكتابة حسب بيانات منظمة اليونسكو لعام 2012:
من عمر 15 - 24 سنة:
- النسبة الكلية: 99.1 % (عام 2012)
- الذكور: 99 %
- الإناث: 99.2 %

عمر 15 سنة فما فوق:
- النسبة الكلية: 97.9 % (عام 2012)
- الذكور: 98.4 %
- الإناث: 97.4 %

## وصلات خارجية
- وزارة التعليم العالي الأردنية
- وزارة التربية والتعليم الأردنية
- بوابة التعليم الإلكتروني للأردن